# ویلمر (تگزاس)
ویلمر، تگزاس (به انگلیسی: Wilmer, Texas) یک شهر در ایالات متحده آمریکا با جمعیت ۳٬۶۸۲ نفر است که در تگزاس واقع شده‌است.